# Байвенко Володимир Онисимович
Володи́мир Они́симович Байве́нко (2 вересня 1885, Житомир — †5 грудня 1941) — підполковник Армії Української Народної Республіки.
Володимир Байвенко народився 2 вересня 1885 року у Житомирі. Закінчив Рівненське реальне училище, у 1906 році — Київське піхотне юнкерське училище. Служив у 126-му піхотному Рильському полку (Острог). У 1907 році склав іспит на звання військового інженера при Миколаївському інженерному училищі та перевівся до 5-го саперного батальйону (Київ).
У 1913 році закінчив Офіцерську повітроплавну та авіаційну школу. Останнє звання у російській армії — штабс-капітан. На початку 1916 року потрапив у полон.
Після повернення з полону, з 1 березня 1918 року — літун 1-го Волинського авіаційного дивізіону військ Центральної Ради, згодом — Армії УНР та Армії Української Держави. З 1 листопада 1918 року — помічник командира цього дивізіону. З 30 січня 1919 року — командир 1-го кадрового Республіканського авіаційного дивізіону Дієвої армії УНР. З 20 квітня 1919 року — голова технічного відділу інспекції авіації та повітроплавання Дієвої армії УНР.
З 1 липня 1919 року — начальник 1-го відділу Навчального дивізіону авіаційної школи Української Народної Республіки, яка мала бути створена інспекцією авіації Дієвої армії УНР. З 1 серпня 1919 року — помічник командира 1-го Київського авіапарку Дієвої армії УНР.
З 25 березня 1920 року перебував у резерві старшин Військово-повітроплавної управи Військового міністерства УНР. З 8 червня 1920 року — булавний старшина 2-го відділу організаційної управи Головного управління Генерального штабу УНР.
У листопаді 1920 року був інтернований в таборі у Ченстохові. Був одним з організаторів і скарбником спілки Українських військових інвалідів у цьому місті. У 1920-х рр. жив на еміграції у Польщі у Ченстохова. Брав участь у численних заходах організованих відділом Українського Центрального Комітету в Ченстохова під керівництвом капітана Українського флоту Святослава Шрамченка.
Помер 5 грудня 1941.